# Jacques Vendroux (homme politique)
Pour les articles homonymes, voir Jacques Vendroux et Vendroux.
Jacques Philippe Vendroux, né à Calais le 28 juillet 1897 et mort le 1er avril 1988 dans cette même ville, est un homme politique français, beau-frère du général de Gaulle.

## Biographie

### Famille
Fils de Jacques-Philippe Vendroux, armateur calaisien et de Marguerite Forest, d'une famille de notaires ardennais, il est l'aîné de quatre enfants, dont sa sœur Yvonne de Gaulle née Vendroux, épouse du général de Gaulle.
Mobilisé pendant la Première Guerre mondiale, il dirige ensuite l'entreprise familiale calaisienne des Biscuits Vendroux.
Son épouse, fille de Camille Bellaigue, est décédée en 1985. Il est le père de Jacques-Philippe Vendroux et le grand-père du journaliste sportif Jacques Vendroux.

### Carrière politique
Résistant pendant la Seconde Guerre mondiale, Il est maire de Calais du 3 octobre 1944 au 30 novembre 1945 et de 1959 à 1969. Il obtient notamment l’ouverture d’une antenne universitaire de l’Université de Lille I à Calais.
Il est député du Pas-de-Calais (MRP, puis UDSR puis RPF) de 1945 à 1955, puis du 30 novembre 1958 au 1er avril 1973, sous l'étiquette gaulliste. Tout au long de sa carrière politique, il s'est montré très fidèle au gaullisme.
Membre du Parlement européen, il en fut élu vice-président en janvier 1967. Il était membre du Bureau du groupe de l'Union démocratique européenne présidé par Louis Terrenoire.

## Livres
- 1974 : Souvenirs de famille et journal politique. T.1 : Cette chance que j'ai eue (1920-1957), Plon
- 1975 : Souvenirs de famille et journal politique. T.2 : Ces grandes années que j'ai vécues (1958-1970), Plon
- 1980 : Yvonne de Gaulle, ma sœur, Plon